# Kormányzati Ellenőrzési Hivatal
A Kormányzati Ellenőrzési Hivatal (rövidítve: KEHI) Magyarország Kormányának kormányzati ellenőrzési szerve. A Hivatal irányítását a Miniszterelnökséget vezető miniszter látja el. A KEHI elnökét a miniszterelnök nevezi ki illetve menti fel.
A Hivatal jogállását, szervezetét, vezetőit és a vezetők kinevezési rendjét, ellenőrzési hatáskörét, eljárási rendjét az államháztartásról szóló 2011. évi CXCV. törvény 63-67. §-a, valamint a Kormányzati Ellenőrzési Hivatalról szóló 355/2011. (XII. 30.) Korm. rendelet szabályozza.

## A Kormányzati Ellenőrzési Hivatal jogállása
A Kormányzati Ellenőrzési Hivatal központi hivatal. Irányítását a miniszterelnök a Miniszterelnökségen működő jogi ügyekért felelős államtitkár útján látja el. Önállóan működő és gazdálkodó központi költségvetési szerv.

## Története
- Elődjét az Antall-kormány hozta létre 1993-ban.[5]

## Feladat- és hatásköre
A kormányzati ellenőrzés az ellenőrzött szerv szervezetétől függetlenül működő, elsősorban a közpénzek felhasználását, a nemzeti vagyonnal való gazdálkodást, annak megóvását, a közfeladatok hatékony, gazdaságos és eredményes ellátását vizsgáló tárgyilagos, tényfeltáró, következtetéseket levonó és javaslatokat megfogalmazó ellenőrzési vagy tanácsadó tevékenység.
Ellátja a kormányzati ellenőrzési szerv törvényben meghatározott feladatait, valamint a kormányzati ellenőrzésre vonatkozó politika érvényesítésével kapcsolatban jogszabályban vagy közjogi szervezetszabályozó eszközben meghatározott további feladatokat.
A KEHI kormányzati ellenőrzési hatásköre nem terjed ki
- a) a központi költségvetésről szóló törvény Országgyűlés, Köztársasági Elnökség, Alkotmánybíróság, Alapvető Jogok Biztosának Hivatala, Állami Számvevőszék, Bíróságok, Magyar Köztársaság Ügyészsége, Gazdasági Versenyhivatal, Magyar Tudományos Akadémia, Magyar Művészeti Akadémia költségvetési fejezetébe sorolt költségvetési szervek, és
- b) a Magyar Nemzeti Bank

ellenőrzésére.
A rendvédelmi szervek, a Nemzeti Adó- és Vámhivatal és a Katonai Nemzetbiztonsági Szolgálat kormányzati ellenőrzését tevékenységük sajátosságainak és törvényben foglaltaknak megfelelően kell végrehajtani.

## Székhelye
1126 Budapest, Tartsay Vilmos u. 13.

## Ellenőrzési jogköre
A KEHI ellenőrzési jogkörét az államháztartásról szóló 2011. évi CXCV. törvény 63. § (1) bekezdése határozza meg, amely szerint ez kiterjed:
- a) a kormánydöntések végrehajtásának ellenőrzésére,
- b) a Kormány irányítása alá tartozó fejezetekbe sorolt központi kezelésű előirányzatok, fejezeti kezelésű előirányzatok, az elkülönített állami pénzalapok és a társadalombiztosítás pénzügyi alapjai felhasználásának, valamint a Kormány irányítása vagy felügyelete alá tartozó költségvetési szervek kormányzati ellenőrzésére,
- c) a gazdálkodó szervezeteknek, a közalapítványoknak, a köztestületeknek, az alapítványoknak, a térségi fejlesztési tanácsoknak és az egyesületeknek nyújtott költségvetési támogatások és az államháztartás központi alrendszeréből nyújtott más támogatások - ideértve a nemzetközi szerződések alapján kapott támogatásokat és segélyeket is -, és az említett szervezetek részére meghatározott célra ingyenesen juttatott állami vagyon felhasználásának ellenőrzésére,
- d) a nemzetgazdasági szempontból kiemelt jelentőségű nemzeti vagyonba tartozó és állami tulajdonban álló, valamint az olyan gazdasági társaságok - ide nem értve a Magyar Nemzeti Bankot - ellenőrzésére, amelyekben az állam többségi befolyással rendelkezik,
- e) azon alapítványok, közalapítványok ellenőrzésére, amelyek felett az alapítói jogokat a Kormány irányítása vagy felügyelete alá tartozó költségvetési szerv gyakorolja, vagy az államháztartás központi alrendszeréből támogatásban részesülnek,
- f) az állami kezesség vállalása és beváltása jogosságának ellenőrzésére, ideértve a központi költségvetés, valamint a tartozás eredeti kötelezettjénél és jogosultjánál a kezességi szerződés feltételei betartásának ellenőrzését,
- g) a magánnyugdíjról és a magánnyugdíjpénztárakról szóló 1997. évi LXXXII. törvény (a továbbiakban: Mpt.) 24. § (11) bekezdése alapján a magánnyugdíjpénztárak által a Nyugdíjreform és Adósságcsökkentő Alapnak átadott portfóliókkal kapcsolatos gazdálkodás jogszerűségének ellenőrzése céljából az Mpt. hatálya alá tartozó magánnyugdíjpénztárak és szervezetek portfólióátadást megelőző működésének, gazdálkodásának - beleértve az általuk közvetlenül vagy közvetve kezelt portfóliót képező eszközöket is - ellenőrzésére,
- h) az a)-g) pontban foglaltakkal összefüggésben létrejött jogviszonyokra, valamint azon szerződő felekre is, amelyek a jogviszony teljesítésében közvetlen vagy közvetett módon közreműködnek,
- i) az Összefogás az Államadósság Ellen Alap gazdálkodása jogszerűségének ellenőrzésére, és
- j) működési célú költségvetési támogatás nyújtása esetén a kedvezményezett működésének és gazdálkodásának ellenőrzésére.

## Elnöke
A KEHI elnökét a Miniszterelnök nevezi ki, illetve menti fel.
Az elnök – 2010. június 11-i hatállyal kinevezve – Gaál Szabolcs Barna